# Connarus agamae
Connarus agamae är en tvåhjärtbladig växtart som beskrevs av Merrill. Connarus agamae ingår i släktet Connarus och familjen Connaraceae. Inga underarter finns listade i Catalogue of Life.